# Ranuccio Farnese (1509-1529)
Ranuccio Farnese (Roma, 1509 – 1529) è stato un condottiero italiano, figlio naturale del cardinale Alessandro Farnese, futuro papa Paolo III.

## Biografia
Figlio naturale del cardinale Alessandro Farnese e di Silvia Ruffini, nacque prima che suo padre fosse eletto papa come Paolo III. I suoi fratelli erano Pier Luigi, Paolo e Costanza. Ranuccio fu legittimato da papa Leone X.
Sposò Virginia Pallavicino, figlia di Ludovico Pallavicino che, dopo essere rimasta vedova, risposò il condottiero bresciano Brunoro Gambara.

## Ascendenza
|                            |     |                                      | Genitori |  |  | Nonni |  |  | Bisnonni                    |  |  | Trisnonni      |  |
|                            |     |                                      |          |  |  |       |  |  | Ranuccio Farnese il Vecchio |  |  | Pietro Farnese |  |
|                            |     |                                      |          |  |  |       |  |  | Ranuccio Farnese il Vecchio |  |  | Pietro Farnese |  |
|                            |     | Pentesilea Dolci                     |          |  |  |       |  |  | Ranuccio Farnese il Vecchio |  |  |                |  |
| Pier Luigi Farnese Seniore |     |                                      |          |  |  |       |  |  | Ranuccio Farnese il Vecchio |  |  |                |  |
|                            |     | Agnese Monaldeschi della Cervara     | …        |  |  |       |  |  |                             |  |  |                |  |
|                            |     | Agnese Monaldeschi della Cervara     | …        |  |  |       |  |  |                             |  |  |                |  |
|                            |     | Agnese Monaldeschi della Cervara     | …        |  |  |       |  |  |                             |  |  |                |  |
| Papa Paolo III             |     | Agnese Monaldeschi della Cervara     |          |  |  |       |  |  |                             |  |  |                |  |
|                            |     | Onorato Gaetani, duca di Sermoneta   | …        |  |  |       |  |  |                             |  |  |                |  |
|                            |     | Onorato Gaetani, duca di Sermoneta   | …        |  |  |       |  |  |                             |  |  |                |  |
|                            |     | Onorato Gaetani, duca di Sermoneta   | …        |  |  |       |  |  |                             |  |  |                |  |
| Giovanna Caetani           |     | Onorato Gaetani, duca di Sermoneta   |          |  |  |       |  |  |                             |  |  |                |  |
|                            |     | Caterina Orsini dei duchi di Gravina | …        |  |  |       |  |  |                             |  |  |                |  |
|                            |     | Caterina Orsini dei duchi di Gravina | …        |  |  |       |  |  |                             |  |  |                |  |
|                            |     | Caterina Orsini dei duchi di Gravina | …        |  |  |       |  |  |                             |  |  |                |  |
| Ranuccio Farnese           |     | Caterina Orsini dei duchi di Gravina |          |  |  |       |  |  |                             |  |  |                |  |
|                            | ... | …                                    |          |  |  |       |  |  |                             |  |  |                |  |
|                            | ... | …                                    |          |  |  |       |  |  |                             |  |  |                |  |
|                            | ... | …                                    |          |  |  |       |  |  |                             |  |  |                |  |
| Rufino Ruffini             | ... |                                      |          |  |  |       |  |  |                             |  |  |                |  |
|                            |     | ...                                  | …        |  |  |       |  |  |                             |  |  |                |  |
|                            |     | ...                                  | …        |  |  |       |  |  |                             |  |  |                |  |
|                            |     | ...                                  | …        |  |  |       |  |  |                             |  |  |                |  |
| Silvia Ruffini             |     | ...                                  |          |  |  |       |  |  |                             |  |  |                |  |
|                            |     | ...                                  | …        |  |  |       |  |  |                             |  |  |                |  |
|                            |     | ...                                  | …        |  |  |       |  |  |                             |  |  |                |  |
|                            |     | ...                                  | …        |  |  |       |  |  |                             |  |  |                |  |
| Giovannella Caetani        |     | ...                                  |          |  |  |       |  |  |                             |  |  |                |  |
|                            |     | ...                                  | …        |  |  |       |  |  |                             |  |  |                |  |
|                            |     | ...                                  | …        |  |  |       |  |  |                             |  |  |                |  |
|                            |     | ...                                  | …        |  |  |       |  |  |                             |  |  |                |  |
|                            |     | ...                                  |          |  |  |       |  |  |                             |  |  |                |  |